# 테오 얀센

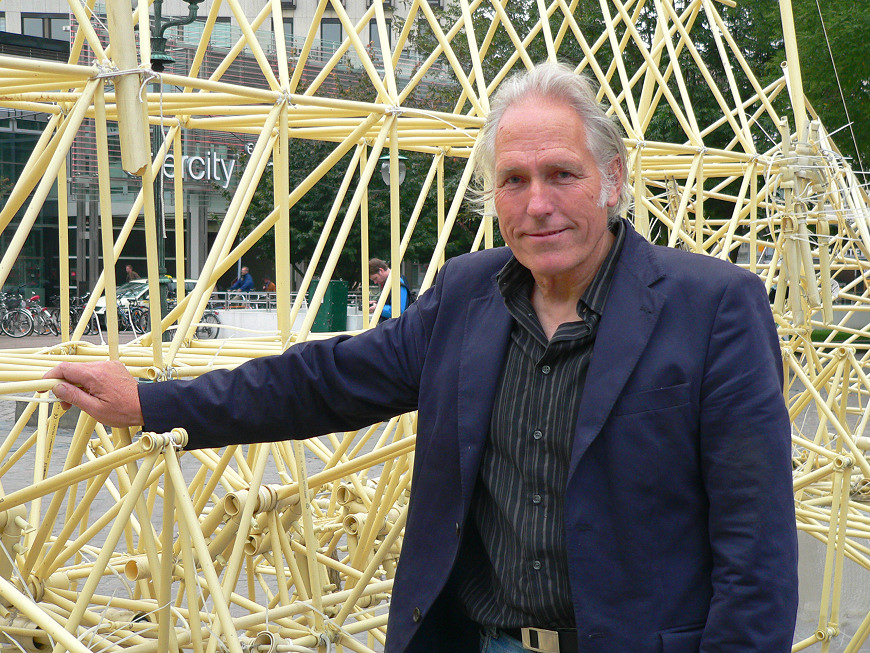
2007년 하노버에서의 사진

테오 얀센(Theo Jansen, 1948년 3월 14일 ~ . 만 76세)은 네덜란드 출신의 설치미술가, 키네틱 아티스트이다. 1948년 네덜란드 헤이그 근교의 해안 마을 스헤베닝엔에서 태어나, 델프트 공과대학교에서 물리학을 공부하다 1974년 자퇴했다. 이후 미술가로 전향하여, 1990년부터 키네틱 아트에 집중해왔다.
대한민국에서는 2009년 '미술관 그 이상의 미술관' 프로젝트, 2010년 국립과천과학관에서 그의 작품전시회가 개최된 적이 있다.

## 청년기
테오 얀센은 네덜란드 스헤베닝언(Scheveningen)에서 출생했다. 그는 물리학과 예술에서의 재능을 둘 다 가진 채로 성장하였고, 델프트 공과대학교에서 물리학을 공부했다. 1974년에 얀센은 대학에서 자퇴하였다. 반면 델프트에서 얀센은 채색기계와 비행접시 기계를 포함하는, 예술과 공학을 아우르는 수많은 프로젝트를 연계시켰다.

### 비행접시
1979년 얀센은 값 싼 PVC 파이프를 사용하여 헬륨 가스로 가득 채워진 4m 폭의 비행접시를 만들기 시작했다. 그는 1980년 하늘에 실안개가 낀 어느 날 비행접시를 쏘아올렸는데, 접시에서 빛과 소리가나왔다. 그 이유는 접시가 밝은 하늘에 비해 어둡고 크기를 구분하기 힘들었기 때문이다. 경찰이 30미터 크기였다고 밝혔고 일부 사람들은 그들이 본 것이 광륜을 두르고 있는 것을 보았다고 진술하였다. 얀센은 이 프로젝트가 ‘소요를 일으킬 뻔했다’고 주장했다. 그는 그런 기계를 전혀 발견하지 못했고, 아마도 벨기에 어딘가로 떨어졌으리라고 말하였다. 그는 후에 이 프로젝트를 프랑스 파리에서 반복하게 된다.

### 채색기계
얀센의 채색기계는 1984년에서 1986년 사이에 개발되었고, 그의 비행접시보다 다소 큰 프로젝트로 진행했다. 기계는 광전지와 튜브관과 그 끝에 위치한 광전지로 이루어져 있었다. 어두운 색이 감지되면 색칠 기계는 페인트를 분사하기 시작해 그 앞에 서 있는 사람의 채색된 실루엣을 만들어낸다. 이 기계는 또한 벽에 매달린 큰 나무 조각에 부착되어 있어, 방 안에 있는 모든 것의 이차원적 그림을 만들도록 앞뒤로 움직였다.

## 스트란드베이스트

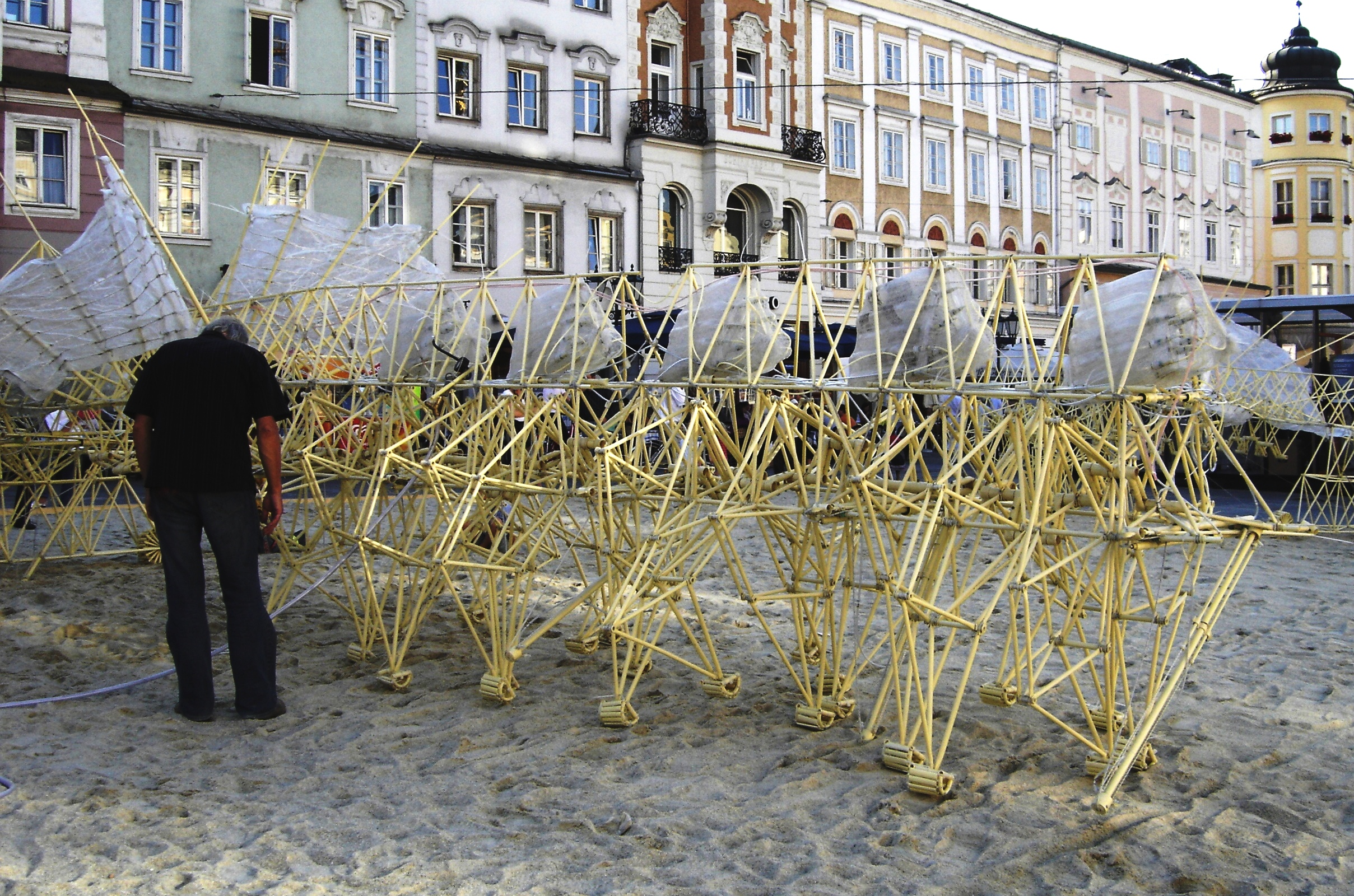
아르스 일렉트로니카 시절 린츠시 광장에 전시된 얀센의 '스트란드베이스트'

1990년부터 얀센은 ‘해변가 동물’을 뜻하는 스트란드베이스트(Strandbeest)를 창조해냈는데, 이는 때때로 풍력추진으로도 움직이는, 걸어다니는 동물을 닮은 움직이는 조형물이다. 그가 만들어낸 모든 모델은 회전을 다리 6개 이상의 디딤 운동으로 변환시키는 연결고리 및 삼각형으로 이루어진 체계를 기반으로 한다. 이것은 스트란드베이스트가 바퀴로 이동하는 것보다 모래 위를 훨씬 더 효율적으로 이동하게끔 한다. 처음에 미완성 상태의 ’브레이드‘(breed)가 진화 계산 기술의 보조 하에 어느 정도 환경에 반응할 수 있는 물리 조형물 세대로 느리게 진화해 가는 것을 보여준다. 얀센에 따르면, 그는 리처드 도킨스의 ‘눈 먼 시계공’에서 영감을 받았다고 한다. 얀센은 “저는 바람 위를 걸을 수 있는 뼈대를 만듭니다. 시간이 지나면서, 이 뼈대들은 폭풍과 물과 같은 요소들에서 점점 살아남게 되었습니다. 따라서 저는 이 동물들을 해변 위에서 무리 지은 채로 내놓고 싶습니다. 그렇게 하면 그들은 자신들만의 생을 살 것입니다."라고 말했다.
PVC 배관, 목재, 직물 에어포일, 그리고 지퍼 타이로 만들어진 얀센의 창조물이 계속 개선되고 있으며, 얀센은 이들을 모래사장 환경에 풀어 잘 움직일 수 있도록 설계하였다. 이 창조물들은 또한 바람이 불지 않을 때에 자력으로 움직이기 위해 기압을 저장할 수 있다. 얀센의 더 정교한 창조물들은 물에 들어갔을 때를 감지하고 물에서 벗어날 수 있다. 어떤 모델은 다가오는 폭풍이 감지되면 스스로를 땅 위에 고정시킬 수 있다.
2016년 심슨 가족의 에피소드 ‘크러스티마스 악몽’(The Nightmare After Krustmas)에 스트란드베이스트와 얀센이 출연했다. 그는 자신의 등장인물 역할로 분했다.

## 같이 보기
- 유전 알고리즘